# Notophthiracarus paraparvulus
Notophthiracarus paraparvulus är en kvalsterart som beskrevs av Wojciech Niedbała 2000. Notophthiracarus paraparvulus ingår i släktet Notophthiracarus och familjen Phthiracaridae. Inga underarter finns listade i Catalogue of Life.